# The Apprentice Sverige
The Apprentice Sverige är en svensk version av den amerikanska realityserien The Apprentice som går ut på att entreprenörer tävlar om att få en investering och ett kompanjonskap i en idé eller ett företag. 
Den 31 augusti 2021 gick TV4 ut med nyheten att de skulle producera en säsong i åtta avsnitt med företagsledaren Gunilla von Platen som programledare, samt med hjärnforskaren Katarina Gospic och entreprenören Jacob Rudbäck som bisittare. Inspelningarna pågick under hösten 2021 medan TV-sändningarna genomfördes i TV4 och C More i mars och april 2022. Slutgiltig säsongsvinnare blev entreprenören Tom Flumé.

## Upplägg
Från början valdes tolv entreprenörer med varsin företagsidé ut att delta i tävlingen vilka sedan fick olika uppdrag att genomföra där minst en entreprenör fick lämna tävlingen i varje avsnitt. Ett uppdrag startade med att Gunilla von Platen delade in deltagarna i två teams med varsin teamledare (och i flera fall även med vice teamledare) som fick ett uppdrag att genomföra på en bestämd tid. Uppdraget övervakades av bisittarna Katarina Gospic och Jacob Rudbäck som även satt med vid bedömningen när teamen redovisade vad de hade kommit fram till för von Platen. Det var sedan von Platen som avgjorde vilket team hon ansåg hade gjort bäst respektive sämst ifrån sig. Det förlorande teamets teamledare blev autonominerad för utröstning och fick även ta med sig två personer till ur sitt team för att få försöka motivera varför man skulle få stanna kvar. Det var sedan von Platen, dock i samråd med bisittarna, som avgjorde vem eller vilka som skulle få lämna tävlingen. Detta skedde med frasen "Du/Ni får gå".
Mellan varje veckas tävling gjordes teamuppdelningen om så att det inte alltid var exakt samma personer i respektive team.
Efter sex veckors tävlande återstod fyra deltagare i programmet då tävlingen övergick från att vara laguppdelad till enskild tävling. I ett semifinalprogram valde von Platen ut två finalister och utsåg därefter sin vinnare. Denne fick förutom ett kapitaltillskott till sitt bolag även en möjlighet att få ta del av von Platens nätverk.

## Deltagarna
Personerna nedan blev utvalda till programmet. Respektive persons ålder, ort och yrke räknas till vad som uppgavs vid inspelningstillfällena, i det här fallet hösten 2021.
| Deltagare             | Ålder | Ort        | Yrke                            |
| --------------------- | ----- | ---------- | ------------------------------- |
| David Forsberg        | 31    | Mora       | Techentreprenör                 |
| Jessica Lingonstierna | 49    | Norrköping | Egen företagare i modebranschen |
| Jonna Mandell         | 54    | Stockholm  | Inredningsansvarig              |
| Julia Anjou           | 33    | Bromma     | Reklambyråchef                  |
| Julia Klingberg       | 26    | Stockholm  | Jurist                          |
| Linda Häggkvist       | 44    | Enskede    | Social entreprenör              |
| Lucas Lindström       | 23    | Södertälje | Social medier-strateg           |
| Markus Brattfeldt     | 34    | Bromma     | Utbildningsentreprenör          |
| Ramona Byrö           | 39    | Uddevalla  | Entreprenör inom hundbranschen  |
| Robert Nilsson        | 56    | Klippan    | Hampabonde och innovatör        |
| Rojhat Telo           | 32    | Bromma     | Bygglovsentreprenör             |
| Tom Flumé             | 37    | Stockholm  | Tvålentreprenör                 |

## Avsnitten

### Avsnitt 1: Förhandling och prutning
Gunilla von Platen fördelar in de tolv deltagarna i två teams vilka fick i uppdrag att hitta åtta på förhand bestämda föremål eller saker i Rom i Italien. Målsättningen var att betalningen av alla föremål skulle ske genom prutning. Det team som hittade flest föremål korades till avsnittets vinnare medan teamledaren i det förlorande laget blev nominerad för utröstning och fick även uppdraget att nominera ytterligare två personer i sitt team för utröstning. Därefter avgjorde von Platen vem av de tre som skulle få lämna programmet.
- Sändningsdatum: 9 mars 2022
- Team 1: David Forsberg, Jonna Mandell, Julia Anjou, Linda Häggkvist (vice teamledare), Markus Brattfeldt (teamledare) och Robert Nilsson.
- Team 2: Jessica Lingonstierna, Julia Klingberg (teamledare), Lucas Lindström, Ramona Byrö, Rojhat Telo (vice teamledare) och Tom Flumé.
- Nominerade: Julia Klingberg, Ramona Byrö och Rojhat Telo.
- Utröstad: Ramona Byrö

### Avsnitt 2: Bergochdalbana
De två teamen fick i uppdrag av Gunilla von Platen att pitcha en idé gällande en ny bergochdalbana samt ta fram en säljande poster som sedan skulle redovisas för ledningsgruppen för nöjesfältet Gröna Lund i Stockholm. För att kunna utföra uppdraget fick teamen även hjälp av en designbyrå att ta fram en 3D-modell av sin bergochdalbana. Även om pitchen gjordes för Gröna Lunds ledning var det von Platen som avgjorde vilket team som hade tagit fram den mest kommersiellt gångbara idén. Förlorarteamets teamledare blev sedan nominerad till utröstning och fick även utse ytterligare två personer i teamet som också blev nominerade. Därefter avgjorde von Platen själv vem av de tre som skulle få lämna programmet. 
- Sändningsdatum: 16 mars 2022
- Team 1: David Forsberg, Jonna Mandell (vice teamledare), Julia Anjou (teamledare), Markus Brattfeldt och Tom Flumé.
- Team 2: Jessica Lingonstierna, Julia Klingberg, Linda Häggkvist (teamledare), Lucas Lindström, Rojhat Telo (vice teamledare) och Robert Nilsson.
- Nominerade: Linda Häggkvist, Robert Nilsson och Rojhat Telo.
- Utröstad: Robert Nilsson

### Avsnitt 3: Glass
Teamen fick i uppdrag av Gunilla von Platen att ta sig in i glassbranschen och genomföra två typer av försäljningar. Den första försäljningen gick ut på att teamen skapa och sälja in en ny pinnglass till varsin glassåterförsäljare och den andra gällde att sälja glassen till allmänheten. Det team som sammanlagt sålde för den största summan vann uppdraget och blev i det avsnittet immuna mot utröstning. Förlorarteamets teamledare blev nominerad till utröstning och fick även utse ytterligare två personer i teamet som också blev nominerade innan von Platen avgjorde vem av de tre som skulle få lämna programmet.
- Sändningsdatum: 23 mars 2022
- Team 1: David Forsberg (teamledare), Jonna Mandell, Julia Anjou, Julia Klingberg (vice teamledare) och Linda Häggkvist,
- Team 2: Jessica Lingonstierna, Markus Brattfeldt (vice teamledare), Lucas Lindström, Rojhat Telo (teamledare) och Tom Flumé.
- Nominerade: Jessica Lingonstierna, Markus Brattfeldt och Rojhat Telo.
- Utröstad: Markus Brattfeldt

### Avsnitt 4: Turism i Oxelösund
De två teamen fick i uppdrag av Gunilla von Platen att göra varsin 30 sekunders inspirationsfilm för att locka turister att besöka Oxelösund samt en billboard som sedan fick pitchas in för kommuncheferna. Varje team hade varsitt tema att hålla sig till. Därefter avgjorde von Platen vilket av teamen som hade gjort bäst respektive sämst ifrån sig. Förlorarteamets teamledare blev nominerad till utröstning och fick även utse ytterligare två personer i teamet som också blev nominerade innan von Platen avgjorde vem av de tre som skulle få lämna programmet.
- Sändningsdatum: 30 mars 2022
- Team 1: Julia Klingberg, Jonna Mandell (vice teamledare), Linda Häggkvist och Tom Flumé (teamledare).
- Team 2: David Forsberg, Jessica Lingonstierna, Julia Anjou (vice teamledare), Lucas Lindström (teamledare) och Rojhat Telo.
- Nominerade: Jonna Mandell, Linda Häggkvist och Tom Flumé.
- Utröstad: Jonna Mandell

### Avsnitt 5: Podcast
De två teamen fick i uppdrag av Gunilla von Platen att skapa de tre första minuterna i en ny podcast som är tänkt att rikta sig till tonårstjejer i åldrarna 12–14 år. Förutom att skapa ljud skulle teamen också ta fram en grafisk profil innan teamen fick pitcha sin idé för två chefer som arbetar på företaget Spotify innan von Platen avgjorde vilket av teamen som hade gjort bäst respektive sämst ifrån sig. Det förlorande teamets teamledare blev sedan nominerad till utröstning och fick även utse ytterligare två personer i teamet som också blev nominerade och sedan tog von Platen beslut om vilka som skulle få lämna programmet. Den här gången valde von Platen att skicka hem två deltagare.
- Sändningsdatum: 6 april 2022
- Team 1: David Forsberg, Jessica Lingonstierna (teamledare), Lucas Lindström (vice teamledare) och Linda Häggkvist
- Team 2: Julia Anjou (vice teamledare), Julia Klingberg, Rojhat Telo (teamledare) och Tom Flumé
- Nominerade: Julia Anjou, Julia Klingberg och Rojhat Telo
- Utröstade: Julia Anjou och Julia Klingberg

### Avsnitt 6: Välgörenhet
De två teamen skulle göra en design som skulle tryckas upp på bland annat kläder och väskor till en försäljning. Förutom det skulle teamen också samla in andra föremål som också skulle säljas vid försäljningen som ägde rum i Mall of Scandinavia i Solna utanför Stockholm. Alla insamlade pengar gick sedan oavkortat till organisationen Pratham. Efter försäljningen korade Gunilla von Platen ett vinnarlag som den här gången skulle vara det team som lagt ned mest engagemang i uppdraget. Personerna i det förlorande teamet blev alla nominerade till utröstning där von Platen fällde avgörandet. I och med att varje team bara bestod av tre personer hade inget team någon vice teamledare.
- Sändningsdatum: 13 april 2022
- Team 1: David Forsberg, Lucas Lindström och Linda Häggkvist (teamledare).
- Team 2: Jessica Lingonstierna, Rojhat Telo och Tom Flumé (teamledare).
- Nominerade: hela team 2.
- Utröstade: Jessica Lingonstierna och Rojhat Telo

### Avsnitt 7: Deltagarnas affärsplaner
Efter flera veckor med gruppmoment var det nu bara fyra deltagare (David Forsberg, Linda Häggkvist, Lucas Lindström och Tom Flumé) kvar i programmet. Dessa tävlade nu individuellt istället där deras uppgift var att få sina respektive affärsplaner för företagsidéerna synade av de fyra välkända entreprenörerna Gunilla Herlitz, Jonas Tellander, Maria Rankka och Ulf Ekberg. Kvartetten hade Gunilla von Platen bjudit in för att få hjälp med att intervjua varje deltagare och få in feedback på vilka två deltagare som skulle gå vidare till finalen.
- Sändningsdatum: 20 april 2022
- Första utröstade: Linda Häggkvist
- Andra utröstade: David Forsberg

### Avsnitt 8: Finalen
I finalavsnittet tävlade Lucas Lindström och Tom Flumé om vem som skulle få Gunilla von Platen som framtida kompanjon och investerare. Deras uppdrag var att pitcha sin företagsidé för von Platen, bisittarna och en stor publik, bland annat med hjälp av varsin egenproducerad reklamfilm som de utröstade deltagarna i säsongen hade gjort åt dem. Därefter var det upp till Gunilla von Platen att bestämma vem som skulle vinna.  
- Sändningsdatum: 27 april 2022
- Vinnare: Tom Flumé[5] (som hade David Forsberg, Jonna Mandell, Julia Anjou, Ramona Byrö och Robert Nilsson i sitt team).
- Tvåa: Lucas Lindström (som hade Jessica Lingonstierna, Julia Klingberg, Linda Häggkvist, Markus Brattfeldt och Rojhat Telo i sitt team).

## Tidigare liknande programformat i Sverige
År 2004 producerade och sände TV3 en liknande realityserie vid namn Rivalerna, även om den serien för deltagarna var mer av en slags entreprenörskapsutbildning i tävlingsformat.
Rivalernas upplägg bestod i att de femton deltagare som valdes ut till programmet fick veckovis genomföra olika uppdrag i teams vilka sedan redovisades inför utbildningens rektor Johan Staël von Holstein, styrelseordförande Vigo Carlund och/eller ställföreträdande för dessa personer. Den eller de personer som hade ansvaret att bestämma resultaten fick både utse vinnarteamet och förlorarteamet för den veckan. Därefter fick antingen hela förlorarteamet eller enskilda personer i teamet möta skolans styrelse som i sin tur avgjorde vilken deltagare som skulle åka ut. När det bara var fem deltagare kvar i programmet blev tävlingen individuell istället för lagbaserat och efter ytterligare uppdrag och utslagningsomgångar blev det ett finalprogram mellan två deltagare där sedan styrelsen avgjorde vem av de två som skulle vinna. Priset var ett jobberbjudande om ett toppjobb inom Kinnevikkoncernen.   